# Teeatta
Teeatta is een geslacht van spinnen uit de  familie van de Macrobunidae.  De soorten in het geslacht komen voor in Tasmanië.

## Soorten
- Teeatta driesseni Davies, 2005
- Teeatta magna Davies, 2005
- Teeatta platnicki Davies, 2005